# Мамедов, Вели
Вели Мамедов (настоящее имя — Леви Абрамович Меламед; род. 16 июня 1992, Москва, Россия) — российский тренер по профессиональному боксу, Мастер спорта России по боксу, спортивный промоутер и комментатор еврейского происхождения.

## Биография
Родился в Москве 16 июня 1992 года.
Постоянно проживает в США городе Лос-Анджелес штат Калифорния, женат на Яне Меламед. В 2023 году у Вели родилась дочь, которую назвали Девора.
Окончил художественную школу. Тренироваться в боксерских секциях начал с 12 лет

## Профессиональная карьера
Вели Мамедов чемпион по боксу города Москвы в 2006—2007 гг. среди юношей, неоднократный победитель турниров класса А в 2009—2013 гг., чемпион вооруженных сил России по боксу и призёр кубка мира по кикбоксингу 2011 года в разделе фулл-контакт. Тренировать бойцов начал с 2011 года, затем сам стал спортивным промоутером, проведя 6 международных вечеров профессионального бокса. Вели Мамедов тренирует таких спортсменов, как Петрос Ананян, обладатель титула WBA ASIA Арсен Азиев, российский боец поп-MMA и мировой лиги кулачных боев Bare Knuckle Fighting Championship (BKFC) Евгений Курданов (Моряк), обладатель титула WBA ASIA Тимур Сакулин, чемпион мира по версии WBO Youth Давид Агаджанян, чемпион мира по версии WBC Youth Лендруш Акопян, чемпион России по профессиональному боксу Альберт Хамхоев, российский кикбоксер Джабар Аскеров, боец лиги Hardcore Дауд Кельбиханов, боец поп-MMA и лиги Hardcore Артур Кулинский (Акаб), финалистка олимпийских игр в Лондоне 2012 года Софья Очигава.